# 东单公园
39°54′19″N 116°25′02″E / 39.905212°N 116.417176°E

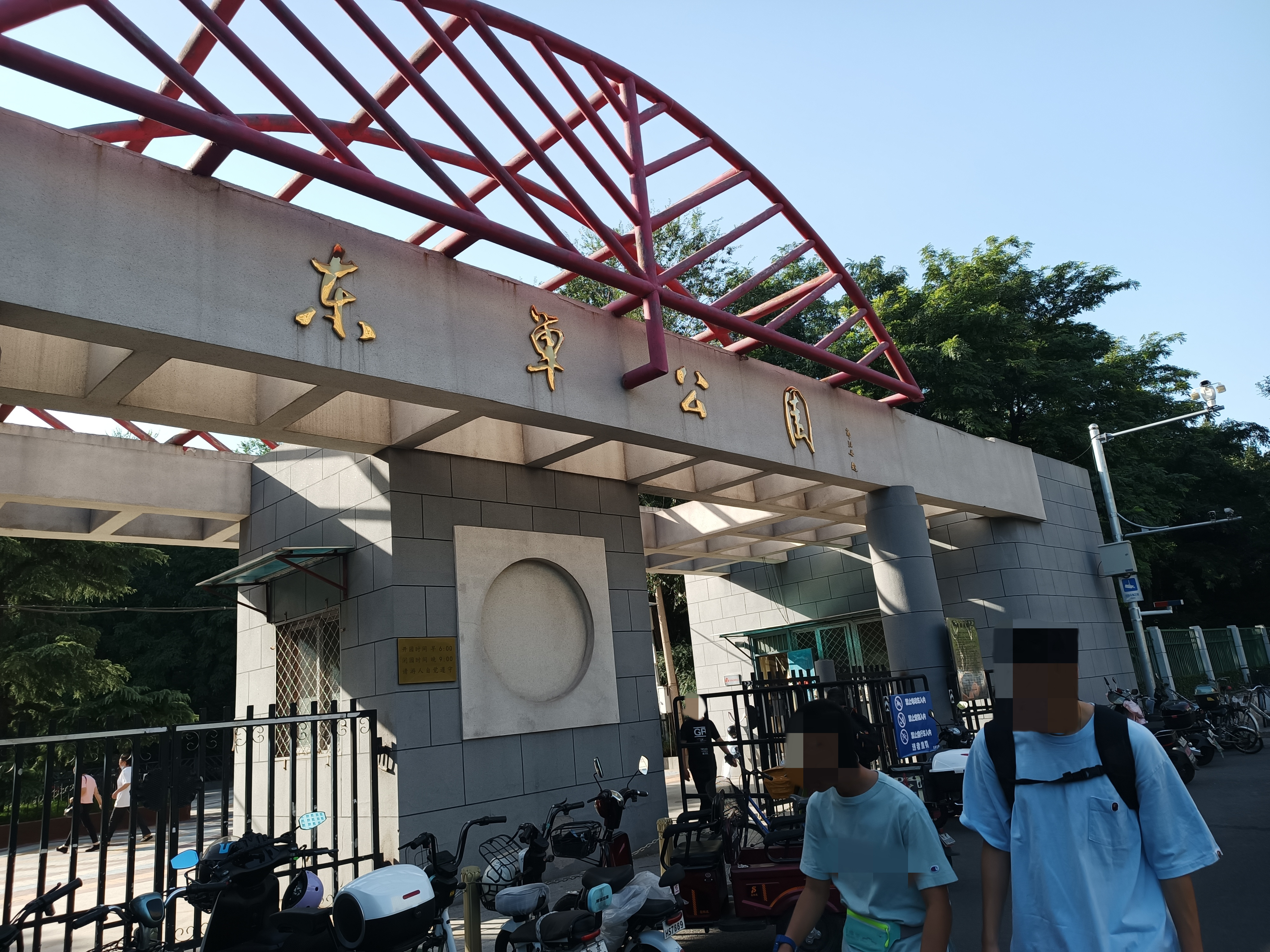
东单公园东门（摄于2023年9月）

东单公园，位于北京市东城区崇文门内大街106号，是王府井－东单商业区周边的特色街区公园，隶属于城建集团。

## 简介
东单公园北面是东单体育中心，南面是同仁医院。1957年以前，东单体育中心和东单公园一带都被称为“东大地”。当时，“东大地”仅为一块满地石子、黄沙的空地，是民众自发开展体育运动的场所。1957年，北京市体委在“东大地”北部筹建东单体育场（即今东单体育中心的前身）。1958年，东城区业余体校成立，东单体育场成为该体校的训练基地。
1955年春，东单公园创建。“东单公园”四个字为郭沫若于1963年题写。如今，该公园占地总面积4.16公顷。园内分为三个独立景区：北部小山上树木繁茂，山顶设有小亭；中部广场四周有雪松，衬托着“工农兵”塑像；西部为健身区。东单公园为公益性公园，不收门票。
东单公园是北京市知名的男同性恋者聚集地。元大都城垣遗址公园等处也是男同性恋者的聚集地。女同性恋者过去曾经主要在紫竹院公园聚集，后来则主要在专门的餐馆、酒吧聚集。